# Степанський Сергій Миколайович
Сергій Степанський (нар. 6 липня 1983, Одеса) — український звукорежисер, актор, член Європейської кіноакадемії. Дворазовий переможець премії «Золота дзиґа» за найкращу звукорежисуру. Звукорежисер фільмів «Плем'я», «Нюхач», «Зелена кофта», «Стрімголов», «Голоси Чорнобиля», «Дике поле», «Атлантида», «Мої думки тихі», «Додому», тощо.

## Життя і кар'єра
Сергій Степанський народився 6 липня 1983 року в Одесі. Є одним з найкращих звукорежисерів України, з 2015 року входить до Європейської кіноакадемії. Сергій Степанський «робив звук» більш ніж для 20 повнометражних та короткометражних фільмів, серед яких можна виділити такі проєкти як «Плем'я», «Нюхач», «Зелена кофта», «Стрімголов», «Рівень чорного», «Голоси Чорнобиля», «Дике поле», «Штангіст». Крім того, Сергій Степанський був звукорежисером кіноверсії ювілейного концерту «OE.20 Live in Kyiv» гурту «Океан Ельзи».
2018 року Степанський дебютував у кінематографі як актор, зігравши одну з головних ролей у фільмі «Вулкан» режисера Романа Бондарчука.
Степанський відзначений кількома кінонагородами. 2018 року отримав національну кінопремію «Золота дзиґа» як найкращий звукорежисер за свою роботу у фільмі «Стрімголов». Причому в цій самій категорії мав ще одну номінацію за фільм «Рівень чорного». 2019 року знову отримав «Золоту дзиґу» в тій самій номінації за фільми «Дике поле» та «DZIDZIO Перший раз». 2019 року також номінувався на премію «Золота дзиґа» за найкращу чоловічу роль, а також в категорії «Найкращий звук» за фільми «Мої думки тихі» та «Додому».

## Фільмографія

### Актор
- 2018 — «Вулкан» — Лукас.
- 2024 — «Редакція» — Антон.